# (Shake, Shake, Shake) Shake Your Booty
(Shake, Shake, Shake) Shake Your Booty è un singolo del gruppo disco KC and the Sunshine Band pubblicato nel 1976 dall'etichetta discografica T.K. Records, estratto dall'album Part 3.

## Descrizione
Il singolo diventò il terzo pezzo del gruppo a raggiungere il primo posto nella classifica Billboard Hot 100. È considerata una delle canzoni disco più popolari di sempre.

## Tracce
7" USA
1. (Shake, Shake, Shake) Shake Your Booty – 3:06 (Harry Wayne Casey, Richard Finch)
2. Boogie Shoes – 2:15 (Harry Wayne Casey, Richard Finch)

7" UK
1. (Shake, Shake, Shake) Shake Your Booty (Harry Wayne Casey, Richard Finch)
2. I'm A Pushover (Harry Wayne Casey, Richard Finch)

## Cover
È stata remixata dal gruppo tedesco di musica techno Scooter.